# Golpe de Estado no Peru em 1962
Golpe de Estado no Peru em 1962 foi um golpe de Estado promovido em 18 de julho pelo então Chefe do Comando Conjunto das Forças Armadas do Peru, General Ricardo Pérez Godoy, contra o governo cessante de Manuel Prado Ugarteche por supostas irregularidades no processo eleitoral daquele ano.

## Antecedentes
Nas eleições gerais de 1962, convocadas para 10 de junho pelo então presidente peruano Manuel Prado Ugarteche, foram apresentados como candidatos à presidência César Pando Egúsquiza da Frente de Libertação Nacional, Luciano Castillo Colonna do Partido Socialista do Peru, Alberto Ruiz Eldredge pelo Movimento Social Progressista, Héctor Cornejo Chávez da Democracia Cristã, o ex-presidente Manuel A. Odría da União Nacional Odriísta (UNO), o arquiteto Fernando Belaúnde pela Ação Popular (AP) e Víctor Raúl Haya de la Torre do Partido Aprista Peruano, sendo os três últimos os candidatos com as maiores possibilidades.
Durante o processo eleitoral e a apuração dos votos, a imprensa e as Forças Armadas denunciaram uma série de irregularidades perante o Júri Nacional de Eleições (JNE). Os jornais anunciaram que o governo de Prado e seu partido, o Movimento Democrático Peruano, favoreciam o Partido Aprista e o consideravam como partido oficialista. Por outro lado, suspeitava-se do atraso na entrega dos resultados oficiais, assim como uma alegada adulteração dos números e dos votos duplicados.
O resultado do escrutínio mostraram a vitória de Haya de la Torre, seguido do candidato Belaúnde da AP e em terceiro lugar Odría da UNO, porém nenhum conseguiu ultrapassar o terço eleitoral (33% dos votos válidos) exigido pela Constituição vigente, cabendo ao Congresso Nacional escolher o novo presidente entre os três candidatos com maior votação. Dada a situação, Haya de la Torre procurou o apoio de Belaúnde, mas o arquiteto declinou aguardando a resolução do JNE em relação às alegações de fraude. Haya de la Torre foi vetado pelas Forças Armadas, que ameaçavam se rebelarem caso o líder aprista fosse escolhido como vencedor, razão pela qual pragmaticamente pactuou com Odría, um ferrenho anti-aprista. Ambos os candidatos contavam com um grande apoio parlamentar e chegaram a um acordo para que o segundo assumisse a Presidência e que Manuel Seoane Corrales, que integrava a chapa eleitoral do APRA, assumisse a Primeira Vice-Presidência.
As supostas irregularidades nos processos eleitorais, os temores de um governo com representação aprista  e do caos econômico e social de 1948, quando ocorreu a revolta de 3 de outubro durante o governo de José Luis Bustamante y Rivero, fizeram com que as Forças Armadas exigissem a anulação das eleições. Em 17 de julho, o JNE rejeitou o pedido de anulação. Diante do indeferimento, as Forças Armadas orquestraram o primeiro golpe institucional de sua história.

## Golpe de 18 de julho
Em 18 de julho de 1962, apenas onze dias após a mudança de governo, a guarda do Palácio do Governo estava ausente e às 03h20, uma divisão blindada comandada pelo Coronel Gonzalo Briceño Zevallos invadiu a sede do governo e prendeu o presidente Prado e seus companheiros.
Alguns setores da população, principalmente os apristas, saíram para protestar contra o golpe.

## Consequências
Nesse mesmo dia foi formada uma Junta Militar de Governo que anulou as eleições e convocou outra para 1963, enquanto o presidente deposto foi transportado para o arsenal naval de Callao e embarcou no BAP Callao (ancorado na Ilha San Lorenzo) no qual foi mantido sequestrado até o final do mandato, em 28 de julho. Em 1 de agosto, abandonou voluntariamente o país e se estabeleceu em Paris.
A Junta Militar do Governo era formada por Ricardo Pérez Godoy, então Chefe do Comando Conjunto das Forças Armadas, e três ministros: o General Nicolás Lindley como Presidente do Conselho de Ministros e Ministro da Guerra, o Tenente General Pedro Vargas Prada como Ministro da Aviação, e o Vice-Almirante Juan Francisco Torres Matos como Ministro da Marinha.
O novo governo propôs organizar novas eleições marcadas para 1963, para as quais garantiriam transparência e um processo justo. Para isso, a Junta expurgou e modernizou o Registo Eleitoral, e promulgou pelo Decreto-Lei n.º 14207 o novo Estatuto Eleitoral em que foram introduzidos pela primeira vez a cédula única e o número de distribuição. Igualmente, um novo Júri Nacional de Eleições foi constituído.